# Plantage Allee
Plantage Allee è un album musicale contenente la colonna sonora dell'omonima serie TV olandese del regista Guido Pieters. È stata pubblicata dalla EMI in Olanda il 10 novembre 1992.
Le tracce dalla 10 alla 15 sono composte dall'olandese Rens Machielse, mentre le restanti da Franco Battiato, Giusto Pio  e collaboratori. Miljoenen Keuzes è la versione olandese della canzone di Battiato L'animale ed è presente sul disco in due versioni: una cantata da Robert Long e l'altra strumentale con Jan Vayne al pianoforte.

## Tracce
1. Het Metropole Orkest – Titelmuziek "Plantage Allee" (Luna indiana) – 2:09
2. Het Metropole Orkest, Robert Long – Miljoenen Keuzes (Maar Wat Kies Jij?) (L'animale) – 3:42
3. Franco Battiato – Bandiera bianca (da La voce del padrone) – 5:19
4. Franco Battiato – Risveglio di primavera (da Mondi lontanissimi) – 3:27
5. Franco Battiato – I treni di Tozeur (da Mondi lontanissimi) – 3:07
6. Franco Battiato – Nomadi (da Fisiognomica) – 4:23
7. Franco Battiato – Il re del mondo (da L'era del cinghiale bianco) – 5:32
8. Het Metropole Orkest, Jan Vayne – Miljoenen Keuzes (Instrumentaal) (L'animale) – 3:45
9. Het Metropole Orkest – Variaties Op De Titelmuziek "Plantage Allee" (Luna indiana) – 5:36
10. Rens Machielse, Willem Schneider – Thema "Bernadette" – 2:37
11. Rens Machielse, Willem Schneider – Thema "Maarten" – 3:49
12. Rens Machielse, Willem Schneider – Thema "Liesbeth" – 3:18
13. Rens Machielse, Willem Schneider – Thema "Annelies" – 2:34
14. Rens Machielse, Willem Schneider – Thema "Savannah Lady" – 2:36
15. Rens Machielse, Willem Schneider – Thema "Afscheid Van Bernadette En Jack" – 3:34
16. Rens Machielse, Willem Schneider – Epiloog "Plantage Allee" (Luna indiana) – 3:55

Durata totale: 59:23

## Crediti
- Composizione: Franco Battiato (2, 8); Franco Battiato, Giusto Pio (1, 3, 4, 7, 9, 16); Franco Battiato, Giusto Pio, Saro Cosentino (5); Rens Machielse (10-15); Juri Camisasca (6);

- Arrangiamento: Harry van Hoof (1, 2, 8, 9); Franco Battiato (6); Franco Battiato, Giusto Pio (3-5, 7); Rens Machielse, Willem Schneider (10-16);